# Herbert Anderson
Herbert Anderson (30 de marzo de 1917 – 11 de junio de 1994) fue un actor teatral, cinematográfico y televisivo estadounidense, probablemente más conocido por su papel de Henry Mitchell, el padre, en la sitcom televisiva de la CBS Dennis The Menace, serie basada en la tira de prensa del mismo nombre de Hank Ketcham.

## Biografía
Nacido en Oakland, California, tras varios papeles menores en películas producidas por Warner Bros., Anderson consiguió su gran oportunidad en el film de 1941 Navy Blues, protagonizado por Martha Raye y Ann Sheridan, cinta a la que posteriormente siguieron The Body Disappears y The Male Animal, en las cuales actuó con Henry Fonda y Olivia de Havilland. Otras de sus películas más destacadas son Battleground, Give My Regards to Broadway, Excuse My Dust, Island in the Sky, The Benny Goodman Story, Kelly and Me, Joe Butterfly, My Man Godfrey, I Bury the Living, Sunrise at Campobello, Hold On! y Rascal.
Anderson fue también actor teatral, con un trabajo considerable en el circuito de Broadway, participando, entre otras piezas, en The Caine Mutiny Court-Martial, en la cual interpretó el papel de Dr. Bird. Fue el único intérprete de la obra teatral que también actuó en la versión cinematográfica, The Caine Mutiny, protagonizada por Humphrey Bogart.
Sin embargo, Anderson es más conocido por sus actuaciones televisivas. Además de su papel protagonista en Dennis the Menace, trabajó como artista invitado en shows como Crossroads, The Many Loves of Dobie Gillis, The Real McCoys, Perry Mason, The David Niven Show, Mr. Adams and Eve, Sea Hunt, Alfred Hitchcock Presents, My Three Sons, The Bing Crosby Show, Mi bella genio, The Smothers Brothers Show, The Cara Williams Show, Petticoat Junction, Bewitched, Daniel Boone, Mis adorables sobrinos, Adam-12, Green Acres, Batman, Dragnet, The Brady Bunch, Audacia es el juego, The Governor and J.J., Ironside, Gunsmoke, Nanny y el profesor, The Jimmy Stewart Show, The Smith Family, The Rookies, El agente de CIPOL, y The Waltons.
Herbert Anderson se retiró de la actuación en 1982, tras someterse a cirugía cardiaca. Falleció a causa de las complicaciones de un ictus en 1994 en Palm Springs, California. Sus restos fueron incinerados y las cenizas entregadas a sus allegados.

## Selección de su filmografía
- Service with the Colors (1940)
- Navy Blues (1941)
- Honeymoon for Three (1941)
- The Body Disappears (1941)
- The Male Animal (1942)
- This Is the Army (1943)
- Battleground (1949)
- The Lawless (1950)
- Island in the Sky (1953)
- The Benny Goodman Story (1956)
- Night Passage (1957)
- Hold On! (1966)
- Rascal (1969)